# Glaphyrus calvaster
Glaphyrus calvaster is een keversoort uit de familie Glaphyridae. De wetenschappelijke naam van de soort is voor het eerst geldig gepubliceerd in 1923 door Zaitzev.